# A24 road

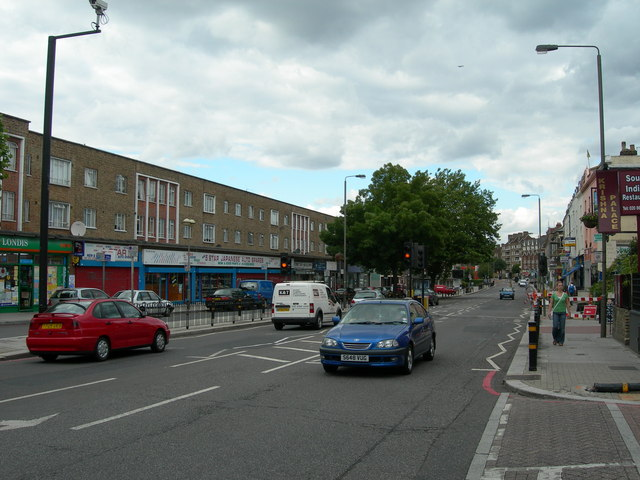
Balham High Road in London (Aufnahme 2006)

A24 road (englisch für Straße A24) ist eine Fernverkehrsstraße und eine überwiegend vierstreifig ausgebaute Primary route in England. Sie beginnt in London, verläuft u. a. über Ewell nach Südsüdwesten, kreuzt bei Leatherhead den Londoner Autobahnring M25 motorway bei dessen Anschlussstelle junction 9, benutzt dann streckenweise den Verlauf der Römerstraße Stane Street, kreuzt in Dorking die A25 road, verläuft westlich an Horsham vorbei und endet schließlich in Worthing am Ärmelkanal.